# Aleksandra Opalińska
Aleksandra Opalińska (ur. 1 lipca 1968 w Wadowicach) – polska poetka.
Autorka tomików poetyckich "Po drugiej stronie tej samej rzeczy" (2011), "Błyski słońca na powiece" (2013). Laureatka Ogólnopolskiego Konkursu Poetyckiego  Struna Orficka im. Wojciecha Bąka (2012). Publikowała w czasopismach literackich, m.in. w "Zeszytach Literackich", "Odrze", "Kwartalniku Artystycznym", "Toposie".